# Errol Stevens
Errol Anthony Stevens, né le 9 mai 1986, est un footballeur international jamaïcain.

## Carrière
Stevens commence à jouer pour le Harbour View en 2005. Il remporte son premier trophée en 2007, à savoir un championnat. Il est prêté, le 20 août 2009, au FK Khimki, évoluant en première division russe. Le club finit dernier lors de cette saison et est relégué. Stevens rentre alors en Jamaïque et signe avec le Tivoli Gardens, avec qui il termine l'exercice 2010.
Après une année au Portmore United, il signe avec le Arnett Gardens. Le 6 septembre 2011, il fait ses débuts en équipe nationale jamaïcaine contre la Colombie. 
En 2012, Stevens se rend au Vietnam et joue pour le Hà Nội FC durant une saison.